# Roccia pseudocoerente
Le rocce pseudocoerenti sono per eccellenza le argille (pure o siltose).
In cantiere possono essere mobilizzate con semplici macchinari in quanto le argille anidre, si possono comportare come delle rocce quasi coerenti in quanto, a seconda della quantità d'acqua che assorbono, hanno delle proprietà più o meno elastiche che in casi estremi possono farle anche fluire se si raggiunge una sufficiente quantità d'acqua nella loro composizione.